# 로베르 카자드쥐

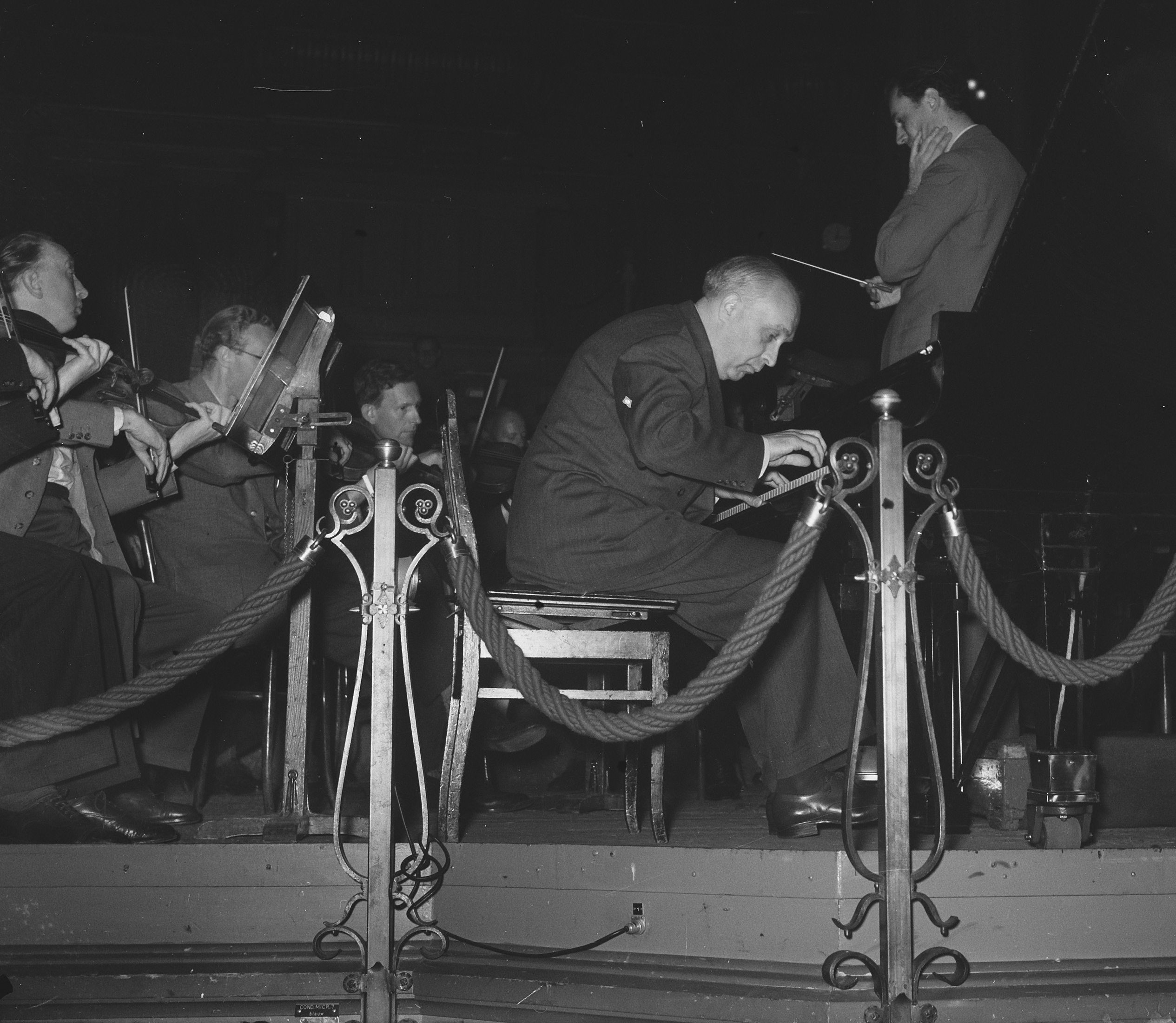
로베르 카자드쥐 (1951)

로베르 카자드쥐(Robert Casadesus, 1899년 4월 7일 - 1972년 9월 19일)는 프랑스의 피아니스트이자 작곡가이다.
80세에 가까운 나이에도 현역으로서 신선한 연주를 들려주었던 프랑스의 명피아니스트이다. 파리 근교의 음악의 명문가에서 태어났으며, 11세때 파리 음악원에 입학하고, 루이 디에메르에게서 배운 뒤 1917년에 데뷔하였다. 당시 퐁텐블로에 있던 미국 음악원 피아노과 주임교수가 되었다. 제2차 세계대전 중에는 미국으로 이주해 가서 계속 살았다. 어떤 음이건 밝고 둥그스름한 맛을 지니며, 템포에 흐트러짐이 없다. 신선하고 청초한 프랑스풍의 명쾌함이 매력적이지만, 베토벤의 곡에서도 수준 이상의 좋은 연주 실력을 보였다. 모차르트와 라벨 작품의 레코드가 좋은 평을 얻었으며, 부인 및 아들과 함께 연주하였다. 바흐의 〈3대의 피아노를 위한 협주곡〉, 부인과 같이 친 바르토크의 〈2대의 피아노와 타악기를 위한 소나타〉등의 연주에도 뛰어났다.